# Mörkribbad fransvingeslända
Mörkribbad fransvingeslända (Valenzuela flavidus) är en insekt i ordningen stövsländor. Den blir cirka 3 mm lång och är blekt gul till färgen. Färgen går i gult och vingarna är håriga. Mörkribbad fransvingeslända lever helst på lövträd och buskar, till exempel havtorn och glasbjörk. I lövverket äter den alger och pollen.

## Utbredning
Den har påträffats i Afrika och hela Europa, i Nord- och Sydasien (inklusive Mongoliet men exklusive Kina), samt i Nord- och Centralamerika (inklusive Västindien). I Sverige är den vanlig, åtminstone för att vara en stövslända. Den övervintrat i lövhögar.